# Fairytale of Kathmandu
Fairytale of Kathmandu és una pel·lícula documental irlandesa del 2007 dirigida per Neasa Ní Chianáin.

## Argument
El documental es centra en les visites del poeta Cathal Ó Searcaigh al Nepal durant les quals va mantenir una estreta relació amb molts nois joves de 16 anys o més. El documental qüestionava si les relacions d'Ó Searcaigh amb aquests joves eren d'explotació i si demostraven un desequilibri de poder i riquesa entre l'Ó Searcaigh, de 50 anys, i els joves nepalesos. Ó Searcaigh es presenta al documental com a pagador de l'habitatge, el menjar, les bicicletes i la roba dels nois. Esmenta davant la càmera haver tingut relacions sexuals amb alguns d'ells, negant que els va abusar o que els va coaccionar a tenir sexe amb ell.
Segons Ó Searcaigh, va tenir relacions sexuals només amb una "petita fracció" d'ells, i que mai no ha practicar el coit anal al Nepal.
El març de 2008, Liam Gaskin, que havia estat el seu portaveu públic, va dimitir com a resultat d'un DVD llançat per defensar Cathal Ó Searcaigh pels seus partidaris a Katmandú. Una de les persones entrevistades per donar suport al poeta va resultar no ser una de les del documental, sinó algú del mateix nom, que també havia estat filmat, però que no va entrar al tall final. Ningú a Katmandú havia vist la pel·lícula aleshores, i cap de les persones que apareixien a la pel·lícula havia signat formularis d'alliberament legal. Vinegar Hill, la productora, va afirmar que com a els temes eren "perifèrics" a la pel·lícula, no es van utilitzar formularis d'alliberament legal. Tanmateix, els tres joves nepalesos entrevistats a la pel·lícula van donar permís verbal per l'ús de les seves entrevistes a la pel·lícula, i un conseller format, Krishna Thapa, director d'una ONG nepalesa finançada per la UE, Voice of Children, va estar present a les entrevistes amb dos dels tres joves.
Ó Searcaigh només ha concedit dues entrevistes llargues des que es va emetre la pel·lícula. La primera va ser en irlandès, a Raidió na Gaeltachta el 26 de març de 2008. La segona, "The Case for the Defence" a la revista en anglès Hot Press el febrer de 2009.

## Legalitat
L'edat de consentiment sexual al Nepal és de setze anys, per tant, no es va violar cap llei local. El novembre de 2008, el Tribunal Suprem del Nepal va declarar que la prohibició del matrimoni de les parelles del mateix sexe violava les disposicions d'igualtat de la seva Constitució i va ordenar al govern nepalès que redactés lleis que permetessin el matrimoni entre persones del mateix sexe. Tanmateix, atès que edat de consentiment sexual a Irlanda és de 17 anys, i el govern irlandès poden perseguir per delictes a l'estranger, la pel·lícula va causar una considerable controvèrsia a la República d'Irlanda.
Arran de les denúncies de Fiona Neary de la Rape Crisis Network, s'ha vist que la Garda Síochána investiga Ó Searcaigh des del 2006 arran de les queixes de la directora de la pel·lícula La Interpol també ha tingut accés a les imatges del documental. Però a data d'avui no s'ha presentat cap càrrec penal, ni a Irlanda ni al Nepal.

## Projeccions del documental
El documental s'ha projectat a 28 festivals internacionals de cinema documental, inclosos 9 festivals de lesbianes i gais. Es va projectar al Festival Internacional de Cinema Documental d'Amsterdam (la seva primera projecció) i al Jameson Dublin International Film Festival on va tenir la seva primera projecció a Irlanda el febrer de 2008. El documental es va projectar a la televisió irlandesa el vespre de l'11 de març. 2008. Segons RTÉ, el programa va atreure 253.000 espectadors. El documental s'ha projectat per a la seva estrena nord-americana al Festival Internacional de Cinema de Seattle i la seva estrena al Regne Unit al Festival Internacional d'Edimburg, ambdues al juny de 2008. La pel·lícula va ser guardonada amb el segon lloc al Concurs Internacional de Documentals a Documenta Madrid el maig de 2008, i va guanyar el premi al Millor Director (Documental) per a Ní Chianáin al XIII Festival de Cinema d'Ourense l'octubre de 2008, i el Premi del Jurat de la Crítica de Cinema al Millor Documental al Festival Internacional de Cinema Gai i Lèsbic de Barcelona, també l'octubre de 2008.

## Crítica a Ó Searcaigh
Ó Searcaigh va ser criticat per molts periodistes i comentaristes. Un exemple és Quentin Fottrell, que va afirmar que la caritat d'Ó Searcaigh era "condicional" i implicava una bretxa de poder entre un adult europeu relativament ric i un jove nepalès que vivia en la pobresa. Un altre és Mannix Flynn, que va acusar Ó Searcaigh d'infringir les directrius sobre el treball amb joves vulnerables desfavorits.
En el documental va sorgir que la ministra d'Educació i Ciència, Mary Hanafin, mentre era cap del govern, havia ajudat Ó Searcaigh a obtenir un visat irlandès per a un jove nepalès. Hanafin, que va admetre ser amic d'Ó Searcaigh durant molts anys, va desestimar les acusacions com a "peça de periodisme irresponsable".
Hanafin va admetre més tard que hi va haver "dificultats" amb la inclusió de poemes de Cathal Ó Searcaigh en el currículum del "Leaving Certificate". No obstant això, també es va assenyalar que la majoria de les biografies dels autors d'obres del currículum eren qüestionables.
A la llum del documental, es van fer preguntes sobre una crida que havia fet el 2005 per recaptar diners per a nens de famílies pobres de Nepal. S'havia organitzat una subhasta amb diverses donacions de personatges famosos, però no hi havia cap fideïcomís de caritat configurat.

## Defensa d'Ó Searcaigh
Va ser defensat en múltiples ocasions pel senador Eoghan Harris, qui va dir que, tot i que no "necessàriament aprovava que la gent vagi al Nepal per tenir sexe amb homes joves", que "l'edat de consentiment [al Nepal] és" de 16. Fins al moment O Searcaigh no ha estat acusat de cap delicte". Harris va assenyalar que el Nepal és una societat homòfoba i que molts dels acusadors nepalesos d'Ó Searcaigh poden tenir les seves pròpies agendes.
Un destacat defensor dels drets dels homosexuals i senador David Norris va defensar Ó Searcaigh al Seanad Éireann: "S'ha intentat crear una tempesta de publicitat hostil tal que mai es pugui fer justícia retrospectivament."
El poeta també ha estat defensat per Máire Mhac an tSaoi, qui ha acusat Ní Chianáin de comportament poc ètic. Es pregunta si la cineasta va informar mai a Ó Searcaigh del fet que ja no filmava com a amiga sinó com a antagonista (o almenys com a periodista d'investigació). Mhac an tSaoi també va assenyalar el retard de dos anys entre el rodatge i l'estrena de la pel·lícula i la publicitat consegüent, suggerint que Ní Chianáin estava més interessada a donar a conèixer el seu treball que a protegir els joves nepalesos. Ó Searcaigh també va ser defensat per Eamon Delaney.
Els defensors de Ní Chianáin, d'altra banda, han assenyalat que va posar en coneixement de la policia i els serveis socials irlandesos les seves preocupacions quan va tornar del Nepal l'any 2006, i en el període de dos anys abans de l'estrena de la pel·lícula, va aconseguir crear un fons fiduciari i assegurar serveis d'assessorament i suport al Nepal per als nois que havien trobat Ó Searcaigh.
Un any després de l'emissió de la pel·lícula, Cathal Ó Searcaigh finalment va fer una defensa detallada de tots els càrrecs contra ell en una àmplia entrevista a Hot Press.
Paddy Bushe, un poeta i cineasta que es va fer amic de Cathal Ó Searcaigh després de fer un documental sobre ell, va estrenar aquella pel·lícula, titulada The Truth about Kathmandu, la tardor de 2009. Bushe al·lega que Fairytale of Kathmandu va tergiversar les opinions dels nois entrevistats per Ní Chianáin. Narang Pant, el testimoni del qual era fonamental per al documental original, afirma que se li va encarregar de donar respostes assajades i que, posteriorment, li havia demanat que no utilitzés l'entrevista que havia fet amb ell. Bushe també va entrevistar un altre jove del Nepal que afirma que Ní Chianáin li va oferir diners per fer un relat crític d'Ó Searcaigh, cosa que es va negar a fer. El comentari que al·legava un pagament per un fals testimoni es va emetre a RTÉ Raidió na Gaeltachta que va portar a Neasa Ní Chianáin a emprendre accions legals. Com a resultat, RTÉ va demanar disculpes Neasa Ní Chianáin.
Ní Chianáin va negar que hi hagi hagut una tergiversació de les opinions dels entrevistats, afirmant que els serveis socials estaven satisfets amb el relat presentat a la pel·lícula i amb les imatges i transcripcions no editades. També va argumentar que molts dels nois encara eren contactats per O'Searcaigh i estaven rebent diners d'ell, inclòs el noi que li va demanar que no utilitzés la seva entrevista. Va dir que aquest noi era sota la pressió d'O'Searcaigh i que la decisió dels directors de l'hotel de revelar les seves preocupacions va donar suport al seu relat dels esdeveniments.

## Premis
| Any  | Esdeveniment                                               | Nominació                         | Resultat       | Referències |
| ---- | ---------------------------------------------------------- | --------------------------------- | -------------- | ----------- |
| 2008 | Festival Internacional de Cinema Gai i Lèsbic de Barcelona | Premi Doc-LBTIB                   | Guanyador      | [ 23 ]      |
| 2008 | Documenta Madrid                                           | Millor documental                 | Segon lloc     |             |
| 2008 | Festival de Cinema d'Ourense                               | Millor Director (Premi del Jurat) | Guanyador      |             |
| 2009 | Irish Film and Television Awards                           | Irish Language Award              | Premi Especial |             |